# Masato Hagiwara
Pour les articles homonymes, voir Hagiwara.
Masato Hagiwara (萩原 聖人, Hagiwara Masato), né le 21 août 1971 à Kanagawa au Japon) est un acteur, chanteur et seiyū japonais employé de l'agence Alpha Agency. Il est également joueur professionnel de mah-jong.

## Filmographie sélective
- 1993 : L'École (学校, Gakkō?) de Yōji Yamada
- 1997 : Cure (キュア, Kyua?) de Kiyoshi Kurosawa
- 2020 : Fukushima 50 de Setsurō Wakamatsu : Kazuo Igawa
- 2022 : Tokyo Vice de J.T Rogers : Duke

## Doublage
- One Outs : Tokuchi Toua
- Tobaku Mokushiroku Kaiji : Kaiji Itō
- Akagi : Shigeru Akagi
- Kappa no kaikata : Watashi
- La Tour au-delà des nuages : Takuya Shirakawa

## Chanson
- Mirai wa bokura no te no naka générique d'ouverture de l'anime Kaiji

## Rôle live
- G-Saviour : Mark Curran
- Change!
- Onmyoji : le prince impérial Sawara Shinno